# Roland Le Clerc
Pour les articles homonymes, voir Le Clerc.
Roland Le Clerc (né le 30 mai 1963 à Saint-Brieuc) est un coureur cycliste français, professionnel de 1986 à 1993.

## Palmarès

### Coureur amateur
- 1980
  -  Champion de France du contre-la-montre par équipes juniors[n 1]

- 1981
  -  Champion de France du contre-la-montre par équipes juniors[n 2]

- 1983
  - 2e de l'Essor breton
  - 3e du Duo normand (avec Bruno Cornillet)

- 1984
  - Flèche de Locminé
  - 3e étape du Tour d'Émeraude
  - 2e de la Route bretonne
  - 2e de l'Essor breton
  - 2e du championnat de France du contre-la-montre par équipes

- 1985
  - Ronde du Pays basque
  - Tour de Seine-et-Marne
  - Paris-Dreux
  - 3e de Paris-L'Aigle

### Coureur professionnel
| - 1987 - GP Camp de Morvedre - 3e du Duo normand (avec Bernard Richard) - 1988 - 3e du GP Camp de Morvedre - 1989 - Grand Prix de Cannes - Route du Pays basque - 2ea étape du Tour d'Espagne (contre-la-montre par équipes) - 4e étape du Tour de Luxembourg - Trio normand (avec Philippe Bouvatier et Joël Pelier) - 2e du Tour du Haut-Var - 3e du Tour méditerranéen | - 1990 - 3e des Boucles parisiennes - 1991 - Trofeo Comunidad Foral de Navarra - 1992 - 3e de l'Herald Sun Tour |  |

## Résultats sur les grands tours

### Tour de France
5 participations
- 1987 : 107e
- 1988 : 70e
- 1989 : 116e
- 1990 : 84e
- 1991 : 106e

### Tour d'Espagne
4 participations
- 1986 : 57e
- 1988 : abandon
- 1989 : 63e, vainqueur de la 2ea étape (contre-la-montre par équipes),  maillot jaune pendant 3 jours[1] (dont 1 jour à demi-étapes)
- 1991 : 62e

### Tour d'Italie
1 participation
- 1987 : 79e